# 新北區 (嘉義市)
新北區為民國三十五年（1946年）的舊省轄市嘉義市行政區之一。是當時嘉義市的市政中心。

## 沿革
- 1945年（民國34年）中華民國接管臺灣，12月1日嘉義市正式成立，並將行政區劃分為東門、西門、北門、南門、八獎、竹圍、北鎮、東山等八區。
- 1946年（民國35年）7月，將北門區與北鎮區合併為新北區[3]。
- 1950年（民國39年）10月，調整行政區域，嘉義市被廢除省轄市資格，與臺南縣嘉義區、東石區合併為嘉義縣，新北區改制為新北鎮[1]。
- 1951年（民國40年）11月，與新東鎮、新西鎮、新南鎮合併成立縣轄市嘉義市。[1]

## 行政區
- 新北區共有45里[3]：
- 臺拓里、泰安里、北城里、諸北里、萬安里、新民里、仁武里、社口里、仁和里、北辰里、
- 北杏里、榮檜里、國華里、羅北里、社內里、福社里、復興里、民生里、新榮里、慶昇里、
- 通運里、竹文里、慶昌里、湖濱里、長安里、北榮里、北香里、順天里、保安里、北園里、
- 村中里、北湖、蒼松里、下埤里、鳥岫里、竹村里、竹圍里、合興里、大興里、重興里、
- 新厝里、湖邊里、香湖里、後湖里、荖藤里

## 教育與醫療機構

### 國民學校
- 嘉義市立新北區北社尾國民學校（今 嘉義市北園國民小學）
- 嘉義市立新北區博愛國民學校（今 嘉義市博愛國民小學）

### 醫療機構
- 臺灣省立嘉義醫院（今衛生福利部嘉義醫院）

## 著名景點
- 檜意森活村
- 北門車站
- 嘉義市立博物館